# シマシマ (お笑い芸人)
シマシマ（1985年11月26日 - ）は、日本の元お笑い芸人。
山梨県出身。かつてホリプロコムに所属していた。

## 来歴・人物
目黒笑売塾6期生卒業後の2008年4月にホリプロコム所属となる。
調理師免許を取得している。特技は卓球。
足を怪我して入院していたことで、2010年1月 - 3月頃に活動を休止していたが、2010年4月から活動を再開している。
その後2015年に引退。

## 芸風
調理師免許を持っていることを生かすような形で、白の調理師の制服に帽子を衣装とし、時々鍋、お玉などの調理器具を持って出演することもある。様々な状況、シチュエーションを調理方法、レシピ、工程に置き換え、それを早口でまくしたてて説明するという芸を主としている。

## 出演
- 24時間テレビ31（日本テレビ） - 2008年8月30日深夜
- お笑い図鑑 ハマヌキ（テレビ神奈川）
- アリケン（テレビ東京） - 2009年1月24日
- イツザイS（テレビ東京） - 2009年10月5日
- 超能力スペシャル2010 今夜奇跡が?世界最強超能力者×最新脳科学 ナゾ解明プロジェクト（TBSテレビ）- 2010年1月4日